# Championnats du monde masculins de VTT cross-country à assistance électrique
Le VTT cross-country à assistance électrique est une des épreuves au programme des championnats du monde de VTT. Elle est organisée depuis les championnats de 2019.

## Podiums
| Année                 | Or             | Argent          | Bronze              |
| --------------------- | -------------- | --------------- | ------------------- |
| 2019 Mont Sainte-Anne | Alan Hatherly  | Jérôme Gilloux  | Julien Absalon      |
| 2020 Leogang          | Tom Pidcock    | Jérôme Gilloux  | Simon Andreassen    |
| 2021 Val di Sole      | Jérôme Gilloux | Hugo Pigeon     | Christopher Blevins |
| 2022 Les Gets         | Jérôme Gilloux | Hugo Pigeon     | Joris Ryf           |
| 2023 Glasgow          | Joris Ryf      | Hugo Pigeon     | Jérôme Gilloux      |
| 2024 Pal Arinsal      | Jérôme Gilloux | Martín Vidaurre | Hugo Pigeon         |

## Tableaux des médailles
Mis à jour après l'édition 2024
| Rang | Athlète             | Or | Argent | Bronze | Total |
| ---- | ------------------- | -- | ------ | ------ | ----- |
| 1    | Jérôme Gilloux      | 3  | 2      | 1      | 6     |
| 2    | Joris Ryf           | 1  | 0      | 1      | 2     |
| 3    | Alan Hatherly       | 1  | 0      | 0      | 1     |
| 3    | Tom Pidcock         | 1  | 0      | 0      | 1     |
| 5    | Hugo Pigeon         | 0  | 3      | 1      | 4     |
| 6    | Martín Vidaurre     | 0  | 1      | 0      | 1     |
| 7    | Julien Absalon      | 0  | 0      | 1      | 1     |
| 7    | Simon Andreassen    | 0  | 0      | 1      | 1     |
| 7    | Christopher Blevins | 0  | 0      | 1      | 1     |

| Rang  | Nation          | Or | Argent | Bronze | Total |
| ----- | --------------- | -- | ------ | ------ | ----- |
| 1     | France          | 3  | 5      | 3      | 11    |
| 2     | Suisse          | 1  | 0      | 1      | 2     |
| 3     | Afrique du Sud  | 1  | 0      | 0      | 1     |
| 3     | Grande-Bretagne | 1  | 0      | 0      | 1     |
| 5     | Chili           | 0  | 1      | 0      | 1     |
| 6     | Danemark        | 0  | 0      | 1      | 1     |
| 6     | États-Unis      | 0  | 0      | 1      | 1     |
| Total | Total           | 6  | 6      | 6      | 18    |